# Бранашко Олексій Васильович
Олексій Васильович Бранашко (1952) — український дипломат. Надзвичайний і Повноважний Посол України.

## Біографія
Народився 24 лютого 1952 р. у м. Ленінабад, Таджикистан. У 1979 закінчив Київського державного університету ім. Т.Г.Шевченка, перекладач-референт іспанської та англійської мов, викладач іспанської мови.
З 1994 по 1995 - другий секретар відділу країн Західної Європи Управління Європи та Америки МЗС України;
З 1995 по 1998 - другий, перший секретар ПУ в Королівстві Іспанія;
З 1998 по 2000 - радник, завідувач відділом країн Південно-Західної Європи Другого територіального управління МЗС України;
З 2000 по 2004 - радник, Тимчасовий Повірений у справах України в Португальській Республіці;
З 2004 по 2006 - начальник відділу країн Латинської Америки та Карибського басейну Четвертого територіального управління, Другого територіального департаменту МЗС України;
З 2006 по 2007 - заступник директора Другого територіального департаменту МЗС України;
З 13.09.2007 - 25.01.2012 - Надзвичайний і Повноважний Посол України в Мексиканських Сполучених Штатах.
З 26.12.2008 - 25.01.2012- Надзвичайний і Повноважний Посол України в Республіці Гватемала.
З 26.12.2008 - 25.01.2012- Надзвичайний і Повноважний Посол України в Республіці Коста-Рика.
З 26.12.2008 - 25.01.2012- Надзвичайний і Повноважний Посол України в Республіці Панама.